# Matthew Abood
Matthew Abood (Sídney, Australia, 28 de junio de 1986) es un nadador australiano especializado en pruebas de estilo libre, donde consiguió ser campeón mundial en 2011 en los 4 x 100 metros.

## Carrera deportiva
En el Campeonato Mundial de Natación de 2011 celebrado en Shanghái ganó la medalla de oro en los relevos de 4 x 100 metros estilo libre, con un tiempo de 3:11.00 segundos, por delante de Francia  y Estados Unidos (bronce con 3:11.96 segundos).